# 내털리 클리퍼드 바니

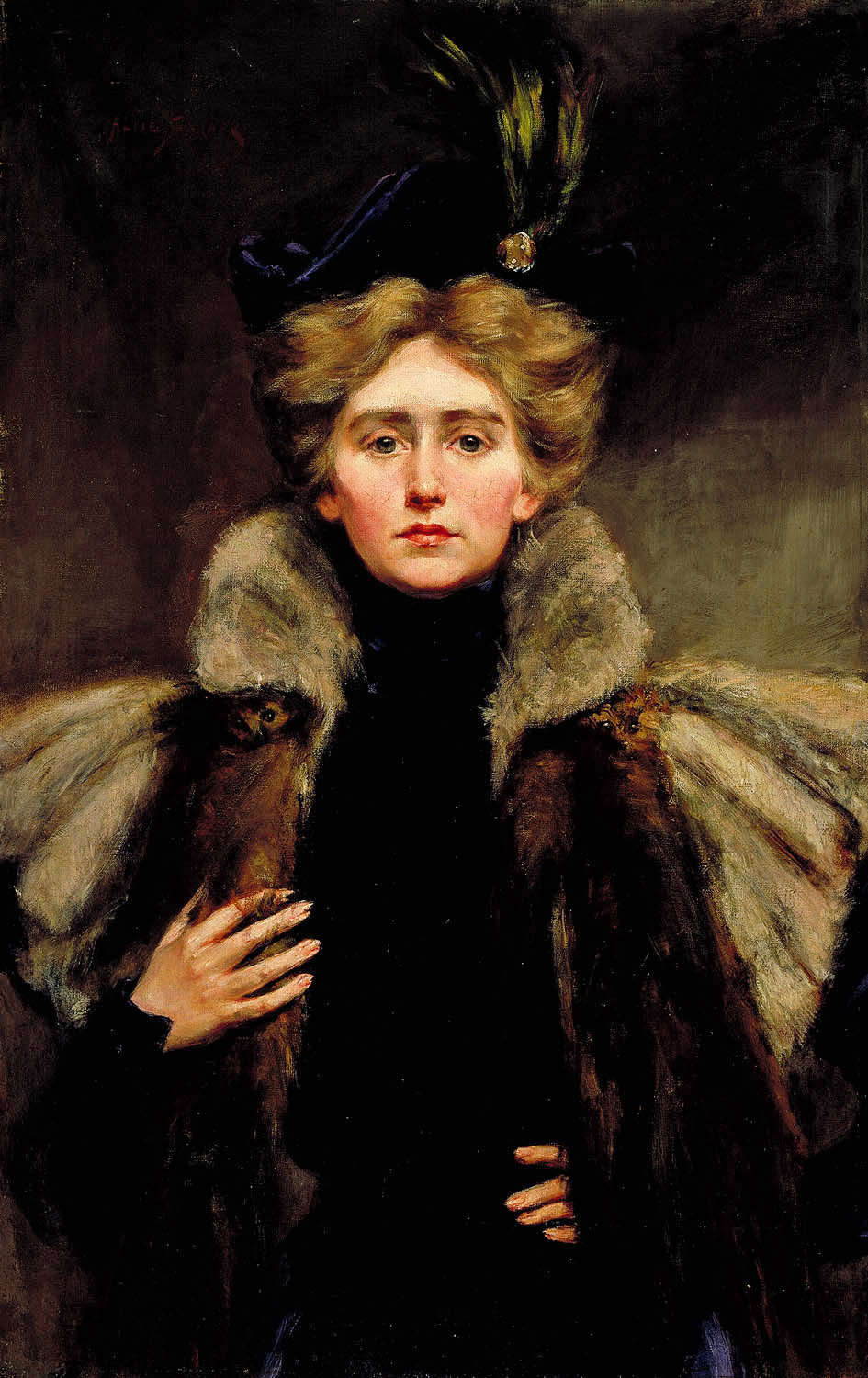

내털리 클리퍼드 바니(Natalie Clifford Barney, 1896년 10월 31일 ~ 1972년 2월 2일)은 미국의 작가이다.